# Templo de los Guerreros
El Templo de los Guerreros es un templo de la época maya posclásica, construido en el año 1200 d. C. por los mayas itzáes en la antigua ciudad de Chichén Itzá, en el territorio actualmente perteneciente al estado mexicano de Yucatán. 

## Historia
El templo está influenciado por la arquitectura de los toltecas, y así lo demuestra con sus similitudes con el templo de Tlahuizcalpantecuhtli, situado en Tollan-Xicocotitlan o Tula, que fue capital del estado tolteca, y fue construido sobre una antigua edificación anterior dedicada al «Dios Reclinado» Chac Mool, bajo el mandato de los mayas itzaés. 

## Arquitectura
- Ubicación: Situado en el
- Dimensiones: 40 metros de lado.
- Forma: piramidal escalonada con 4 cuerpos.
- Templo superior dividido en 2 salas.
- Pórtico de entrada con dos serpientes de cascabel gigantes, que soportan el dintel.
- Gran cantidad de salas hipóstilas abovedadas.
- Escultura del dios Chac Mool en la entrada del templo.
- 200 pilas y columnas, denominados Grupo de las 1000 columnas.

## Conservación
Está en bastante buen estado y los trabajos de restauración comenzaron en el año 1925. 